# Киево-Могилянская академия
Ки́ево-Могиля́нская акаде́мия (лат. Academia Kiioviensis Mohileana) — историческое высшее учебное заведение в Киеве, которое под таким названием существовало с 1701 до 1817 года (с 1631 по 1701 год — как Киево-Могилянская коллегия). Учредителем коллегии являлся митрополит Пётр Могила. Первое упоминание о коллегии в международных дипломатических документах фиксируется в Зборовском договоре от 9 августа 1649 года.
Несколько современных высших учебных заведений претендуют на преемственность от Киево-Могилянской академии, среди них прежде всего Национальный университет «Киево-Могилянская академия», а также Киевская духовная академия УПЦ и семинария и Киевская православная богословская академия ПЦУ.

## История
Киево-Могилянская академия была основана на базе Киевской братской школы при Киево-Братском Богоявленском монастыре, которая в 1615 году получила помещение от шляхтянки Галшки Гулевичивны. Некоторые учителя Львовской и Луцкой братских школ переехали преподавать в Киев. Школа имела поддержку Войска Запорожского и, в частности, гетмана Сагайдачного.

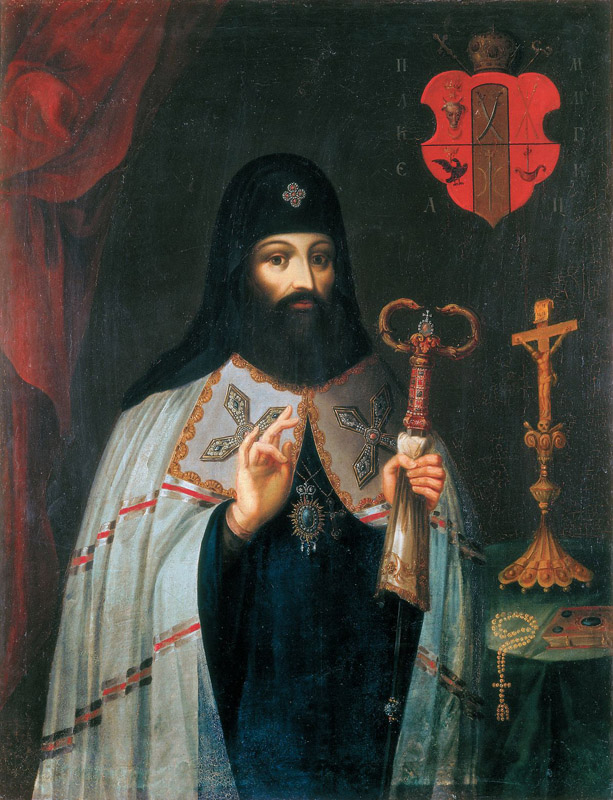
Пётр Могила

В декабре 1631 года объединились Киевская братская и (Киево-Печерская) Лаврская школы. В результате была создана Киевская коллегия (впоследствии Киево-Могилянская). Реформы, проведённые Петром Могилой, превратили Киево-Могилянскую коллегию в учебное заведение, ориентированное на «латинскую», западноевропейскую систему образования по образцу иезуитских учебных заведений.
Большое внимание в коллегии уделялось изучению языков, в частности польского и латыни (язык преподавания). Сословных ограничений для получения образования не было. В коллегии изучались церковнославянский, русский (с 1751 года), греческий, польский языки, а основным языком обучения был латинский. Студенты воспитывались в православном духе. Изучалась отечественная и мировая история, литература, поэзия, философия. Здесь также преподавались элементарная теория музыки (по западному образцу) и пение, катехизис, арифметика, риторика, богословие. Воспитанники каждую субботу упражнялись в диспутах. В коллегию принимали детей всех сословий. В XVII веке Киево-Могилянская академия имела 8 классов, делившихся на младшее (4 класса), среднее (2 класса) и старшее (2 класса) отделения: аналогия, или фара, инфима, грамматика, синтаксима, пиитика, риторика, философия и богословие. Продолжительность обучения в академии доходила до 12 лет. Студенты могли учиться и дольше, учитывая то, что академия была высшей школой. Студенты имели право учиться в ней, сколько желали, без возрастного ограничения. Студентов не наказывали и не отчисляли за учёбу, учитывалось их тяжёлое материальное положение и болезни. Предоставлялась возможность оставаться на второй, и даже, третий год в том же классе.
Начальствующими лицами были: ректор, префект (инспектор и эконом) и суперинтендант (надзиратель за благочинием воспитанников). Преподавателей для коллегии вначале готовили в университетах Европы, а в скором времени коллегия готовила их сама.
Пётр Могила обеспечивал преподавателей и неимущих студентов средствами для существования и обучения. При нём было выстроено новое каменное помещение под школу. Оно существует и сегодня на территории Киево-Могилянской академии и известно как Трапезная или Святодуховская церковь. Умирая, Могила завещал коллегии большие средства и библиотеку, содержащую 2131 книгу, дома и дворовые постройки на Подоле, хутор Позняковский, сёла Гнедин, Процев и Ровно.
Согласно черновику Гадячского договора 1658 года между Речью Посполитой и Гетманщиной предполагалось предоставить коллегии статус академии и равные права с Ягеллонским университетом. После вхождения малороссийских земель в состав Русского царства статус академии был подтверждён в грамотах русских царей Ивана V в 1694 году и Петра I 1701 года.
Киево-Могилянская академия стала первым в Восточной Европе православным высшим учебным заведением, официально удостоенным этого звания. В академии круг изучаемых наук был расширен. Введены языки французский (с 1753 года), немецкий (с 1738). С целью изучения христианских первоисточников было введено изучение еврейского диалекта арамейского языка. Изучались естественная история, география, математика; некоторое время преподавались также архитектура и живопись, высшее красноречие, сельская и домашняя экономия, медицина и русская риторика. За время существования Киево-Могилянской академии, из её стен вышло много известных выпускников. Авторитет и качество образования в академии приводили сюда иностранных студентов: белорусов, валахов, молдаван, сербов, боснийцев, черногорцев, болгар, греков и итальянцев. Воспитанники академии часто продолжали образование в университетах Европы, поскольку, согласно европейской традиции, преподавание проводилось на латыни.
Число преподавателей к концу XVIII в. доходило до 20 и более; в академической библиотеке было более 10 000 книг. Богословие с 1759 года преподавалось по системе Феофана Прокоповича, риторика — по руководству к красноречию Ломоносова, остальные предметы — по иностранным руководствам. В 1742 году число учащихся доходило до 1234 человек.
Киевская академия обладала уникальной библиотекой. Она комплектовалась на протяжении двух веков. Она была заложена ещё в Братской школе. Потом Пётр Могила передал коллегии свои книги. Сложилась традиция дарить Академии книги. Библиотека пополнялась также за счёт покупок и поступлений от типографий Украины. Библиотека обладала книгами из России, Украины и Беларуси. Имелись книги, изданные в Амстердаме, Гамбурге, Галле, Берлине, Братиславе, Данциге, Варшаве, Лондоне, Париже, Риме, Болонье и других местах. Кроме печатных книг, в библиотеке сохранялись многочисленные рукописи — хроники, летописи, воспоминания, дневники, а также лекции профессоров, конспекты студентов, документы минувших веков и текущая документация, значительное место занимали подписные издания.
После основания Московского университета в 1755 году, значение Киевской академии снизилось.
Образование в 1805 году Харьковского университета окончательно лишило Киево-Могилянскую академию прежней роли высшего учебного заведения. Однако делались попытки превратить её в университет, открыть дополнительные факультеты: правовой, медицинский, математический и другие. По распоряжению правительства и указом Синода от 14 августа 1817 года Академия была закрыта, в её здании была открыта Киевская духовная семинария, реорганизованная в 1819 году в академию, рассматривавшуюся как правопреемница Киево-Могилянской академии.
В советское время на её территории располагалось военно-морское политическое училище.

## Названия академии

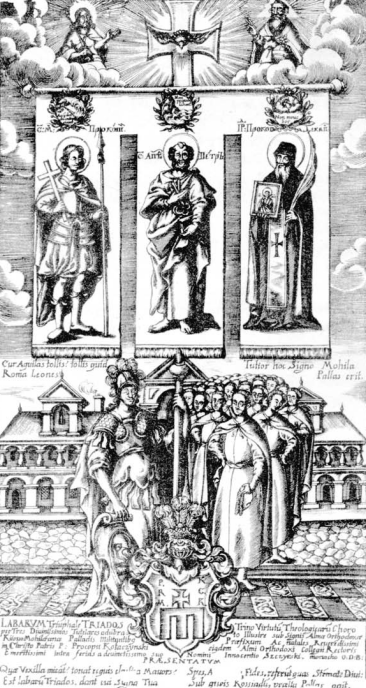
Киево-Могилянская академия и её воспитанники. Гравюра XVIII века

Никто при жизни Петра Могилы не называл коллегию (академию) «Могилянской», ни польские короли, ни русские цари. Это произошло спустя 20 лет со дня его смерти. Впервые это название находится в грамоте короля Польши Михаила Корибута Вишневецкого (внучатого племянника Петра Могилы, сына Иеремия, внука Раины Могилянки) в 1670 году: «Мы нашей королевской властью разрешили, после такого тяжёлого разрушения и опустошения, восстановить упомянутую Киево-Могилянскую коллегию и находящиеся в ней школы».
За времена своего существования Киевскую академию называли в честь своих благотворителей. Кроме Киево-Могилянской, в честь Петра Могилы, её называли также Могило-Заборовскою, в честь Рафаила Заборовского. Согласно исследованию З. И. Хижняк и В. К. Маньковского, во времена гетмана Ивана Мазепы академию также называли Могилянско-Мазепинскою.

## Учебный процесс
Обучение в академии было открытым для всех сословий общества. Учебный год начинался с 1 сентября, но хотя желающих принимали и в разгар учебного года. После собеседования с префектом они начинали обучение в академии. Язык преподавания — латинский.
Процесс обучения в Киевской Академии длился двенадцать лет и разделялся на восемь классов. Предметы делились на так называемые ординарные и неординарные классы. К ординарным принадлежали: фара, инфима, грамматика, синтаксисма, поэтика (пиитика), риторика, философия и богословие. В неординарных классах преподавались греческий, польский, немецкий, французский, иврит и русский языки, история, география, математика (курсы включали алгебру, геометрию, оптику, диоптрику, физику, гидростатику, гидравлику, архитектуру, механику, математическую хронологию), музыка, нотное пение, рисование, красноречие, медицина, сельская и домашняя экономика. С 1751 года в академии начали преподавать русский язык и поэзию, с 1784 года было запрещено читать лекции на украинском языке. По подсчётам историков, в XVIII веке в Киево-Могилянской академии всего изучалось около 30 учебных дисциплин..
Выпускникам академии предоставлялся сертификат об окончании академии с подписями ректора и префекта.

## Традиции в академии
В академии происходили регулярные поэтические соревнования по декламации стихов известных поэтов, а также собственных стихов. Наиболее искусных стихотворцев чествовали лавровыми венками и присваивали звание «лавроносного поэта» (лауреата).

## Здания академии

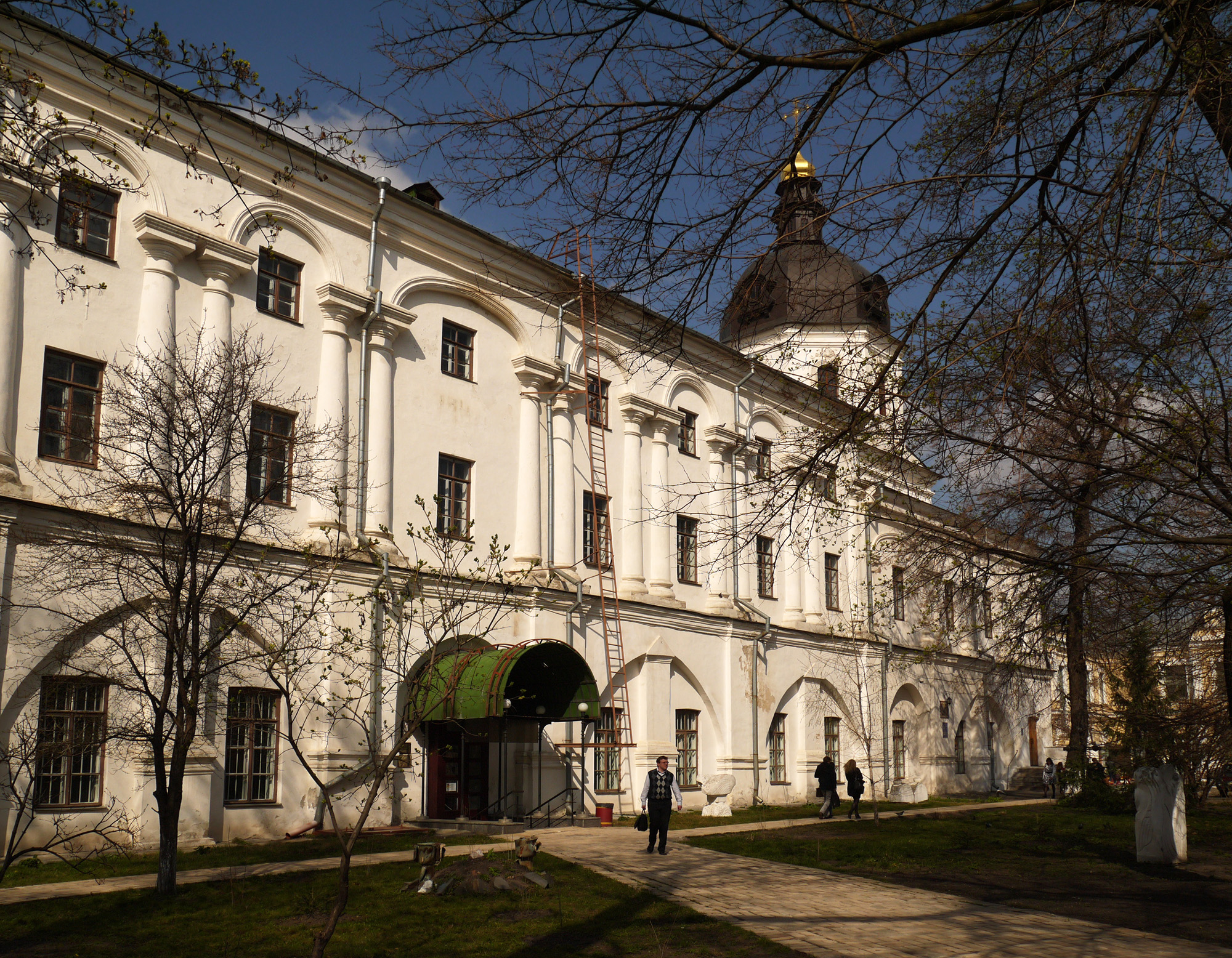
Южный фасад Староакадемического корпуса

Вероятно, первоначально школа располагалась в доме, подаренном братству Галшкой Гулевичевной, однако его местоположение точно не установлено. Некоторые отождествляли его со зданием, использовавшимся впоследствии как поварня Братской обители, однако археологические исследования показали, что это строение было возведено лишь на рубеже XVII и XVIII веков.
В 1690-х годах, когда приводилось в порядок хозяйство Богоявленского монастыря, то гетман Иван Мазепа подтвердил собственность монастыря на принадлежавшие ему земли и пожаловал монастырю новые угодия, а также выделил средства и на строительство нового учебного помещения для академии. Это здание сохранилось, но было несколько перестроено в XIX веке
Первое деревянное здание бурсы появилось ещё во времена митрополита Петра Могилы. Там жили воспитанники-бедняки с 1719 года до пожара 1766 года. В 1763-1765 году на берегу Днепра построили новое деревянное здание бурсы на каменном фундаменте. Когда и его уничтожил пожар 1775 года, то на старом фундаменте начали возводить каменный «сиротопитательный бурсацкий дом», а в 1810-1811 годах к нему пристроили 2-й этаж.

## Упоминания в культуре

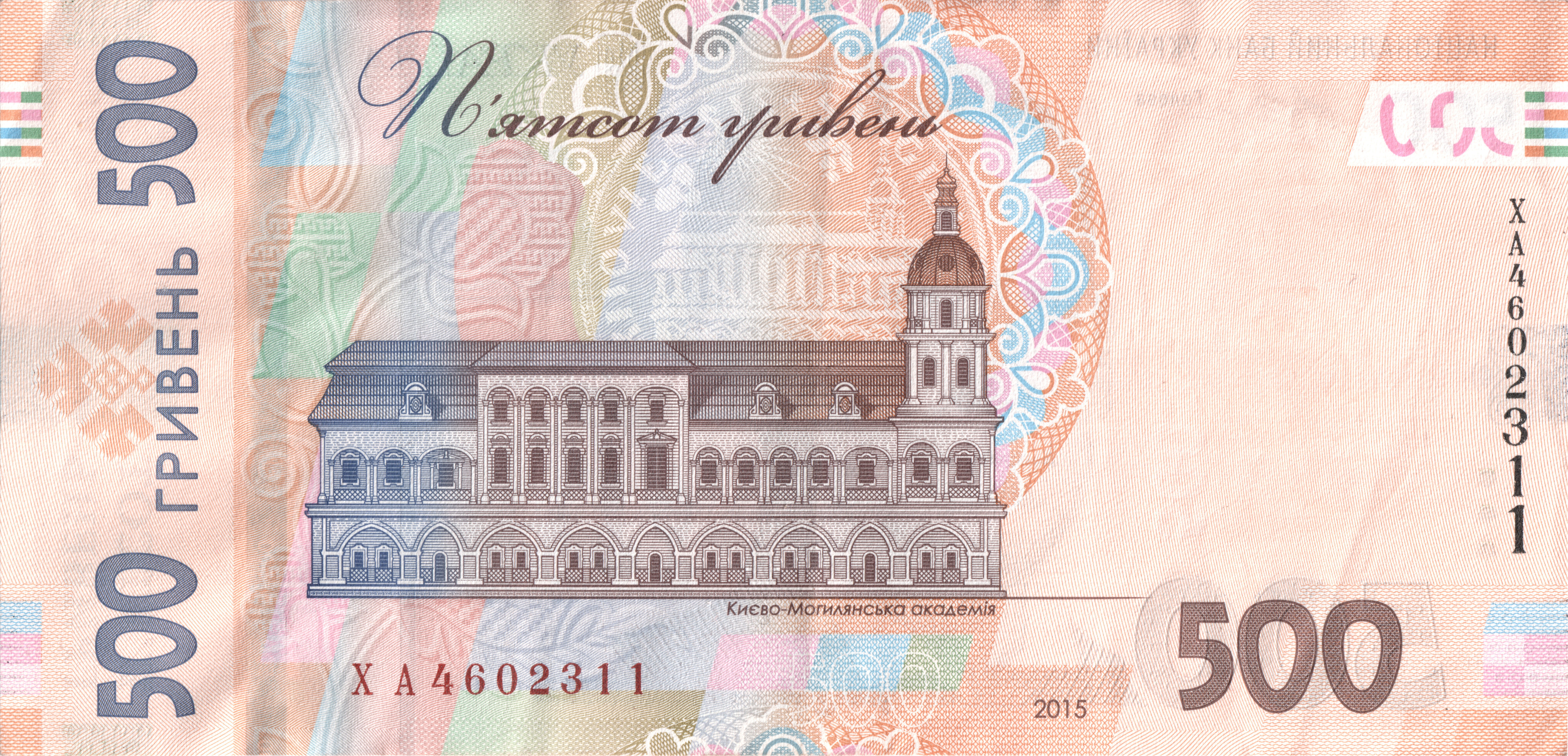
Банкнота 500 гривен с изображением академии, 2015 года

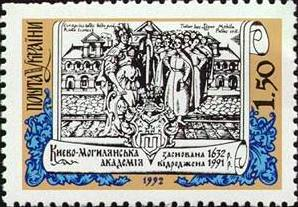
Почтовая марка посвященная Киево-Могилянской академии, 1992 год.

Киево-Могилянская академия и учреждения-преемники упоминаются в произведениях художественной литературы. В повести Николая Гоголя «Тарас Бульба» сыновья Тараса Бульбы были студентами академии. Киевская академия упоминается в двух романах Павла Загребельного «Я, Богдан» и «Южный комфорт». Киевская духовная академия фигурирует в произведениях «Облака» Ивана Нечуй-Левицкого и «Печерские антики» Николая Лескова. В поэме «Боярыня» Леси Украинки один из главных действующих лиц — Степан — выпускник Киевской академии.
В 1992 году была выпущена почтовая марка с изображением Киево-Могилянской академии. Староакадемический корпус академии изображён на купюре в 500 гривен, а также на логотипах Украинского научного института Гарвардского университета и Института украинской археографии и источниковедения им. М. С. Грушевского НАН Украины.

## Значение Киево-Могилянской академии

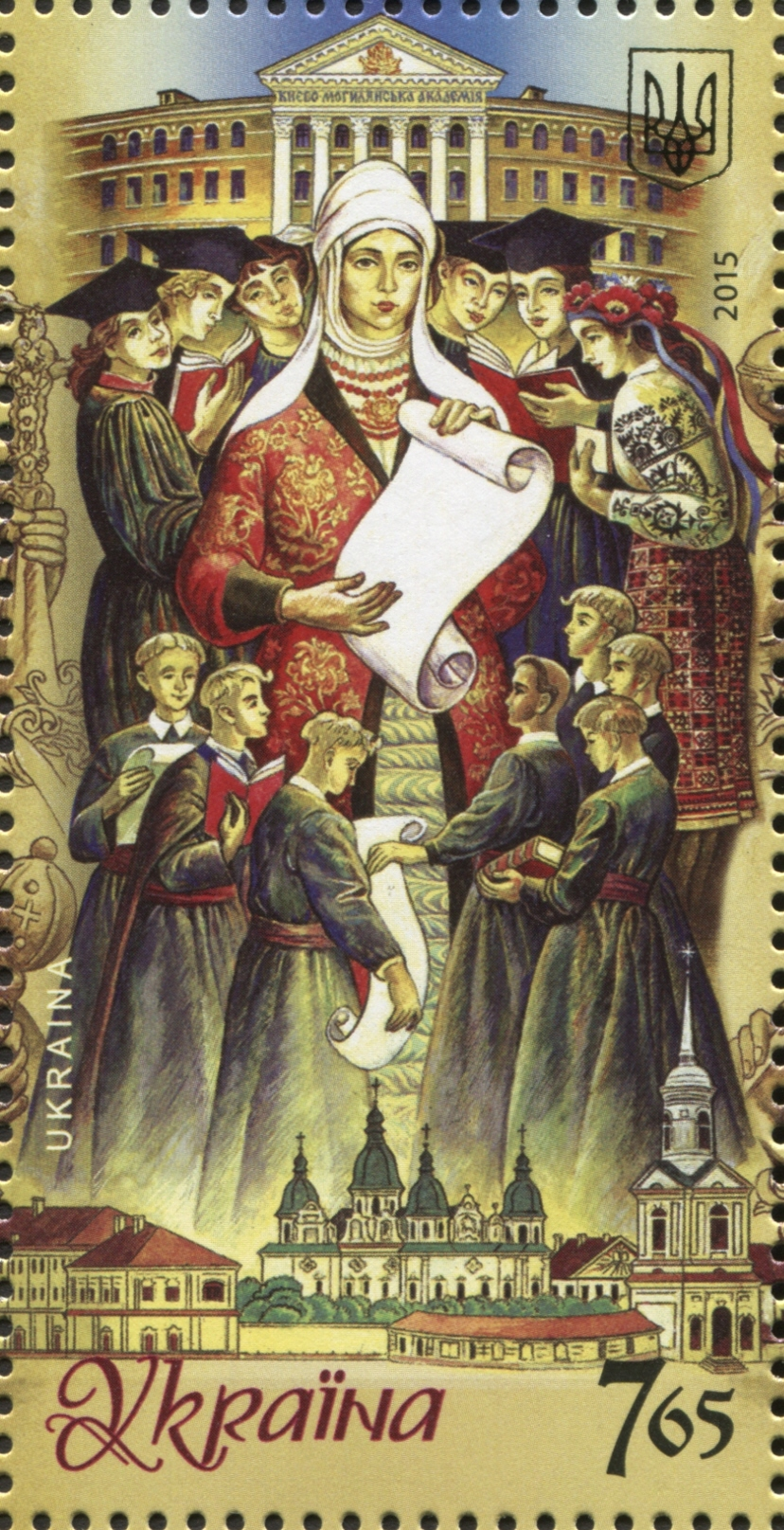
Блок „Национальный университет Киево-Могилянская академия, 400 лет“ из одной марки»

Академия дала значительное число общественных деятелей. Воспитанники её становились учителями в московской Славяно-греко-латинской академии, петербургской Александро-Невской семинарии и Казанской семинарии. В энциклопедии «Киево-Могилянская академия в именах. XVII—XVIII столетия», изданной в 2004 году, приводятся имена 1482 деятелей, связанных с академией. Из стен Киево-Могилянской академии вышло 14 гетманов Украины. Среди них: Иван Мазепа, Филипп Орлик, Павел Полуботок, Даниил Апостол, Юрий Хмельницкий, Иван Выговский, Пётр Дорошенко, Иван Скоропадский, Павел Тетеря, Иван Брюховецкий, Михаил Ханенко, Иван Самойлович. Признанные святыми митрополиты Димитрий (Туптало), Пётр Конюшкевич, Иван Максимович. С академией связаны судьбы Мелетия Смотрицкого, Феофана Прокоповича, Лазаря Барановича, Григория Сковороды, Максима Березовского, Артемия Веделя и прочих. Некоторое время в академии проучился и Михаил Ломоносов.
Из числа деятелей этой коллегии наиболее известны: Иннокентий Гизель, Иоасаф Кроковский, Лазарь Баранович, Иоанникий Голятовский, Антоний Радзивиловский, Гавриил Домецкий, Варлаам Ясинский, Стефан Яворский, Феофилакт Лопатинский, Феофан Прокопович, святой Иннокентий Кульчинский, Гавриил Буянинский, Исаия Копинский, Захария Копыстенский, Лаврентий Зизаний, Александр Мытура и другие.
В ней работали и воспитывались многие видные общественные деятели, деятели культуры и просвещения: Епифаний Славинецкий, Иоаникий Галятовский, Иннокентий Гизель, Даниил Самойлович, Иосиф Кононович-Горбацкий. В академии учились Порфирий Зеркальников, который выполнял дипломатические поручения царя во время Освободительной войны, потом сотрудничал со Епифанием Славинецким в Москве, Карион Истомин, автор первого иллюстрированного русского «Букваря» и «Малой грамматики»; Конон Зотов, известный военный деятель, автор первой русской книги по технике корабельного управления; генерал-фельдмаршал Борис Шереметев, сподвижник Петра І, и прочие. В Киевской академии постоянно учились белорусы. Среди них известный будущий поэт и учёный Симеон Полоцкий, по инициативе которого была учреждена в 1687 году Славяно-греко-латинская академия.
Университет долгое время был также важной религиозной школой, отсюда вышли такие известные христианские деятели, как Стефан Яворский, Феофан (Прокопович) и Дмитрий Ростовский. Выпускники академии были основателями ряда школ в России и Беларуси, особенно в XVIII столетии. Ими были основаны школы и семинарии почти во всех городах России: Москве, Петербурге, Смоленске, Ростове, Тобольске, Иркутске, Холмогорах, Твери, Белгороде, Суздале, Вятке, Вологде, Коломне, Рязани, Пскове, Великом Устюге, Астрахани, Костроме, Владимире на Клязьме и других городах. Учителями в этих школах преимущественно были выпускники Киевской академии. В Могилёве архиепископом, просветителем, учёным, воспитанником и ректором Киевской академии Георгием Конисским была открыта семинария, которая стала центром образования в Белоруссии.
В течение XVII и XVIII веков Киево-Могилянская академия была колыбелью культурной жизни Малороссии и Российской империи. Несколько поколений художников, архитекторов, музыкантов и учёных были воспитаны в ней, например архитектор Иван Григорович-Барский, композитор Артемий Ведель, философ Григорий Сковорода и учёный Михаил Ломоносов. После преобразования в Киевскую духовную академию учебное заведение сохранило свою международную репутацию, как центр православного религиозного образования.

## Ректоры
- Лазарь Баранович (1650—1657)
- Иосиф Мещерин (1657)
- Иоаникий Галятовский (1660—1662)
- Мелетий Дзик (до 1665)
- Варлаам Ясинский (1665—1673)
- Сильветр Головчич (1672—1684)
- Иезекииль Филипович (1684—1685)
- Феодосий Гугуревич (1685—1688)
- Иоасаф Кроковский (1689—1690)
- Пахомий Подлузский (1690—1691)
- Кирилл Филимонович (1691—1692)
- Иоасаф Кроковский (1693—1697)
- Прокопий Калачинский (1697—1701)
- Гедеон Одорский (1701—1704)
- Иннокентий Поповский (1704—1707)
- Христофор Чарнуцкий (1707—1710[15])
- Феофан Прокопович (1711—1716)
- Сильвестр Пиновский (1717—1722)
- Иосиф Волчанский (1722—1727)
- Иларион Левицкий (1727—1731)
- Амвросий Дубневич (1731—1735)
- Сильвестр Думницкий (1737—1740)
- Сильвестр Кулябка (1740—1745)
- Сильвестр Ляскоронский (1746—1751)
- Георгий Конисский (1751—1755)
- Манассия Максимович (1755—1758)
- Давид Нащинский (1758—1761)
- Самуил Миславский (1761—1768)
- Тарасий Вербицкий (1768—1774)
- Никодим Панкратьев (1774)
- Кассиан Лехницкий (1775—1784)
- Варлаам Миславский (1784—1791)
- Иероним Блонский (1791—1795)
- Феофилакт Слонецкий (1795—1803)
- Ириней Фальковский (1803—1804)
- Иакинф Лагановский (1804—1813)
- Иоасаф Мохов (1814—1817)

## Ссылка
- Страница НаУКМА на Facebook.